# Бюґельгорни

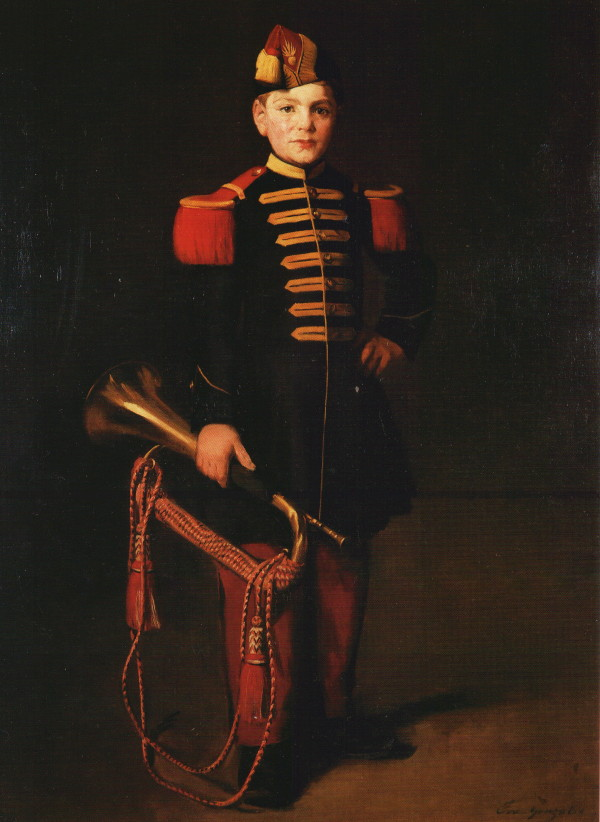
(Хлопчик із) бюґельгорном, «Enfant de troupe», Ева Гонсалес, 1870

До родини бюґельгорнів належать мідні духові інструменти, які завдяки широкій мензурі споріднені з валторною (належать до рогових інструментів). У конструкції, запропонованій бельгійським майстром духових інструментів Адольфом Саксом, ці інструменти також називають саксгорнами:
- Флюгельгорн у сі-бемоль або до
- Альт у фа або мі-бемоль
- Тенор у до або сі-бемоль
- Баритон у сі-бемоль
- Евфоніум у сі-бемоль
- Туби :
  - Басова туба у мі-бемоль або фа
  - Контрабасова туба у до або сі